# فريدي غونزاليس (منافس ألعاب قوى)
فريدي غونزاليس (بالإسبانية: Freddy González) هو منافس ألعاب قوى فنزويلي، ولد في 10 يوليو 1977 في كومانا في فنزويلا.

## وصلات خارجية
- فريدي غونزاليس على موقع الاتحاد الدولي لألعاب القوى (الإنجليزية)
- فريدي غونزاليس على موقع أوليمبيديا (الإنجليزية)